# Bonnell (microarquitectura)
Bonnell és una microarquitectura de CPU utilitzada pels processadors Intel Atom que pot executar fins a dues instruccions per cicle. Com molts altres microprocessadors x86, tradueix instruccions x86 (instruccions CISC) en operacions internes més senzilles (de vegades anomenades micro-ops, eficaçment instruccions d'estil RISC) abans de l'execució. La majoria de les instruccions produeixen una microoperació quan es tradueixen, amb al voltant del 4% de les instruccions utilitzades en programes típics que produeixen múltiples microoperacions. El nombre d'instruccions que produeixen més d'una microoperació és significativament menor que les microarquitectures P6 i NetBurst. A la microarquitectura Bonnell, les microoperacions internes poden contenir tant una càrrega de memòria com un magatzem de memòria en relació amb una operació ALU, sent més semblants al nivell x86 i més potents que les microoperacions utilitzades en dissenys anteriors. Això permet un rendiment relativament bo amb només dos ALU sencers i sense cap reordenació d'instruccions, execució especulativa o canvi de nom de registre. Un efecte secundari de no tenir cap execució especulativa és la invulnerabilitat contra Meltdown i Spectre.
Per tant, la microarquitectura Bonnell representa un renaixement parcial dels principis utilitzats en dissenys anteriors d'Intel com el P5 i l'i486, amb l'únic propòsit de millorar la relació de rendiment per watt. No obstant això, Hyper-Threading s'implementa d'una manera fàcil (és a dir, de baixa potència) per emprar tot el pipeline de manera eficient evitant les dependències típiques d'un sol fil.

## Nuclis de primera generació

### Microprocessador Silverthorne
El 2 de març de 2008, Intel va anunciar un nou processador de la sèrie Atom Z5xx d'un sol nucli (anomenat en codi Silverthorne), que s'utilitzarà en ordinadors ultramòbils i dispositius mòbils d'Internet (MID), que substituirà Stealey (A100 i A110). El processador té 47 milions de transistors en una matriu de 25 mm², permetent una producció extremadament econòmica en aquell moment (~ 2500 fitxes en una sola oblia de 300 mm de diàmetre).
El rendiment de doble fil d'un processador Atom Z500 és equivalent al del seu predecessor Stealey, però hauria de superar-lo en aplicacions que poden utilitzar multithreading simultani i SSE3. Van de 0,8 a 2,0 GHz i tenen una classificació de TDP entre 0,65 i 2,4 W que pot baixar fins a 0,01 W quan està inactiu. En presenten instrucció de 32 KB L1 i memòries cau L1 de dades 24 KB, memòria cau L2 de 512 KB i un autobús frontal de 513 MT/s. Els processadors es fabriquen en 45 procés nm. Poulsbo es va utilitzar com a concentrador de controladors del sistema i la plataforma es va anomenar Menlow.

### Microprocessador Diamondville
El 2 de març de 2008, Intel va anunciar variants de menor potència de la CPU Diamondville anomenada Atom N2xx. Estava pensat per utilitzar-lo en Nettops i en el Classmate PC. Com els seus predecessors, es tracta de CPU d'un sol nucli amb Hyper-Threading.

## Nuclis de segona generació

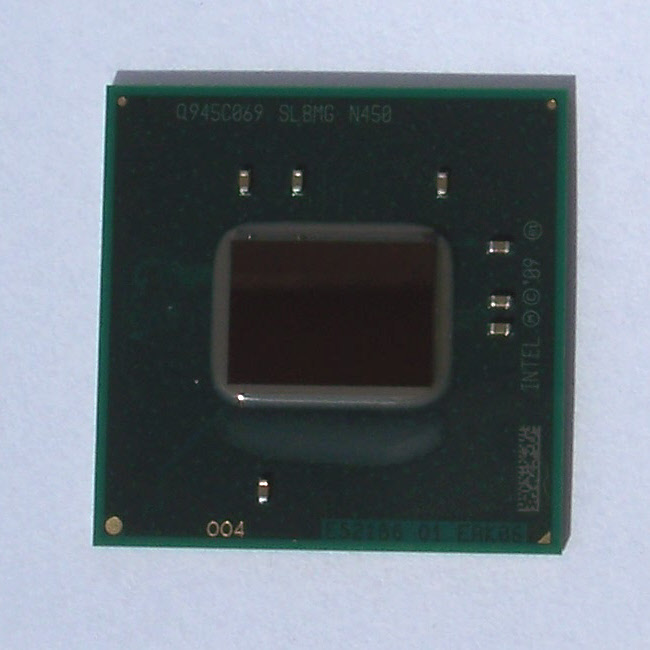
Nou Intel Atom N450 SLBMG 1,66 GHz 512 KB L2 BGA559

### Microprocessador Pineview
El 21 de desembre de 2009, Intel va anunciar les CPU N450, D510 i D410 amb gràfics integrats. El nou procés de fabricació va donar com a resultat una reducció del 20% del consum d'energia i una mida de matriu un 60% més petita. Intel GMA 3150, una reducció a 45 nm de la GMA 3100 sense capacitats HD, s'inclou com a GPU on-die. Els netbooks que utilitzaven aquest nou processador es van llançar l'11 de gener de 2010. La novetat principal és la durada de la bateria més llarga (10 hores o més per als sistemes de 6 cel·les).

## Nuclis de tercera generació
El procés ed reducció a 32 nm de Bonnell es diu Saltwell.

### Microprocessador Cedarview
Intel va llançar la seva plataforma Cedar Trail de tercera generació (constituïda per una gamma de processadors Cedarview i el xip NM10 southbridge) basada en tecnologia de procés de 32nm el quart trimestre de 2011. Intel va afirmar que les millores en les capacitats gràfiques, inclosa la compatibilitat amb el vídeo de 1080p, opcions de visualització addicionals, com ara HDMI i DisplayPort, i millores en el consum d'energia, permetran dissenys sense ventilador amb una durada de bateria més llarga.